# 苏珊娜·斯科奇姆
苏珊娜·斯科奇姆（Suzanne Scotchmer，1950年1月23日—2014年1月30日），是一名美国法律、经济和公共政策教授，任教于美国加州大学伯克利分校。她在华盛顿州大学获得本科学位，之后在伯克利攻读硕士和博士学位。她的主要研究集中在博弈论中，2014年死于癌症。